# Psyllaephagus longiventris
Psyllaephagus longiventris är en stekelart som beskrevs av Trjapitzin 1964. Psyllaephagus longiventris ingår i släktet Psyllaephagus och familjen sköldlussteklar. Inga underarter finns listade i Catalogue of Life.